# ユーリプテルス
ユーリプテルス（Eurypterus）は古生代シルル紀に生息したウミサソリの1属。幅広い遊泳脚を特徴とし、ウミサソリの中では発見例が最も多く、研究が進んでいる著名な属である。十数種が知られ、化石はヨーロッパや北アメリカから発見される。
翼のように広げた後脚に因んで、学名は古代ギリシア語の「ευρυς」（eurys、広い）と「πτερον」（pteron、翼、櫂）の合成である。

## 形態

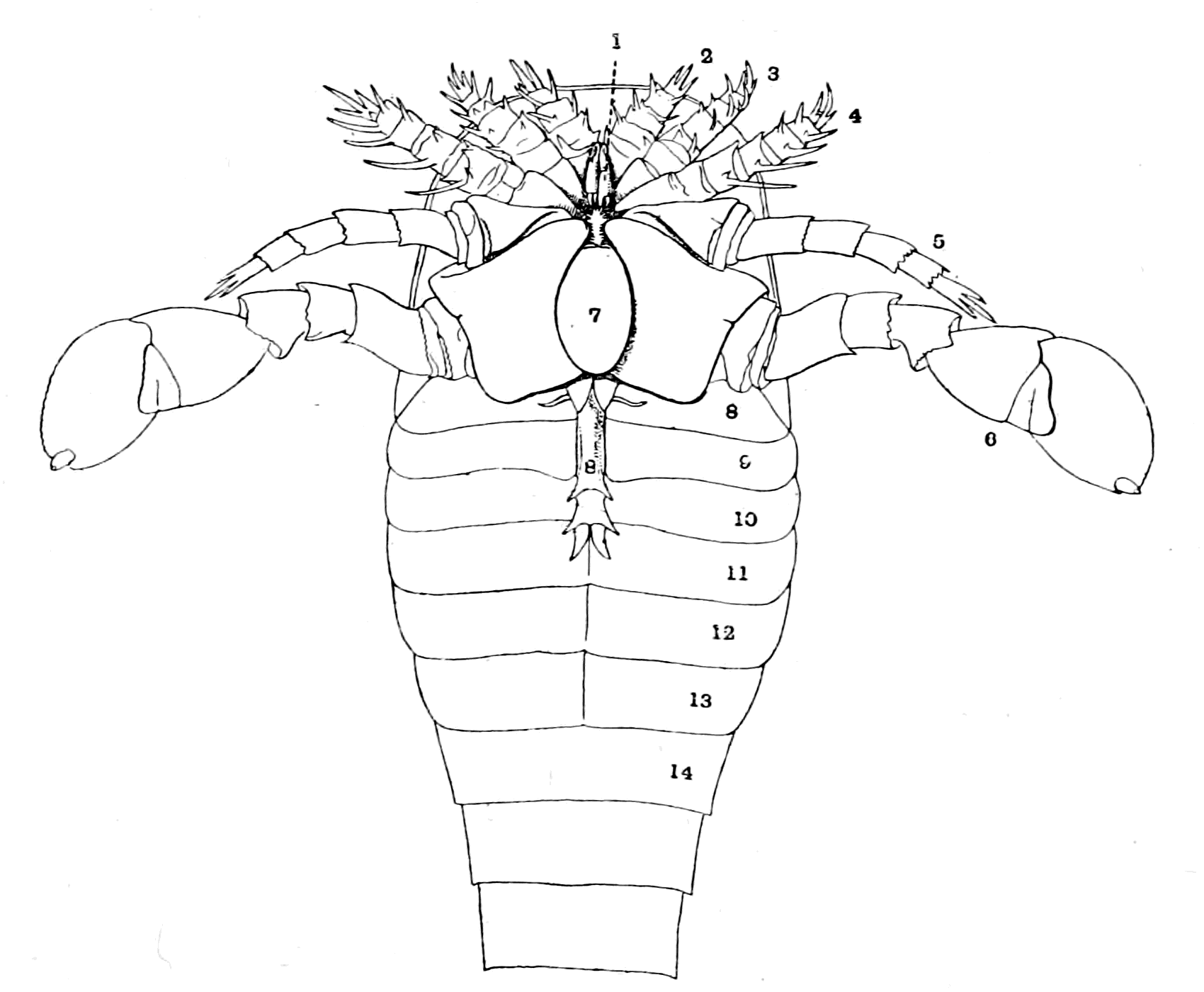
ユーリプテルスの腹面構造（1：鋏角、2-6：脚、7：下層板、8：生殖口蓋と生殖肢 (type A)、9-13：呼吸器のある蓋板）

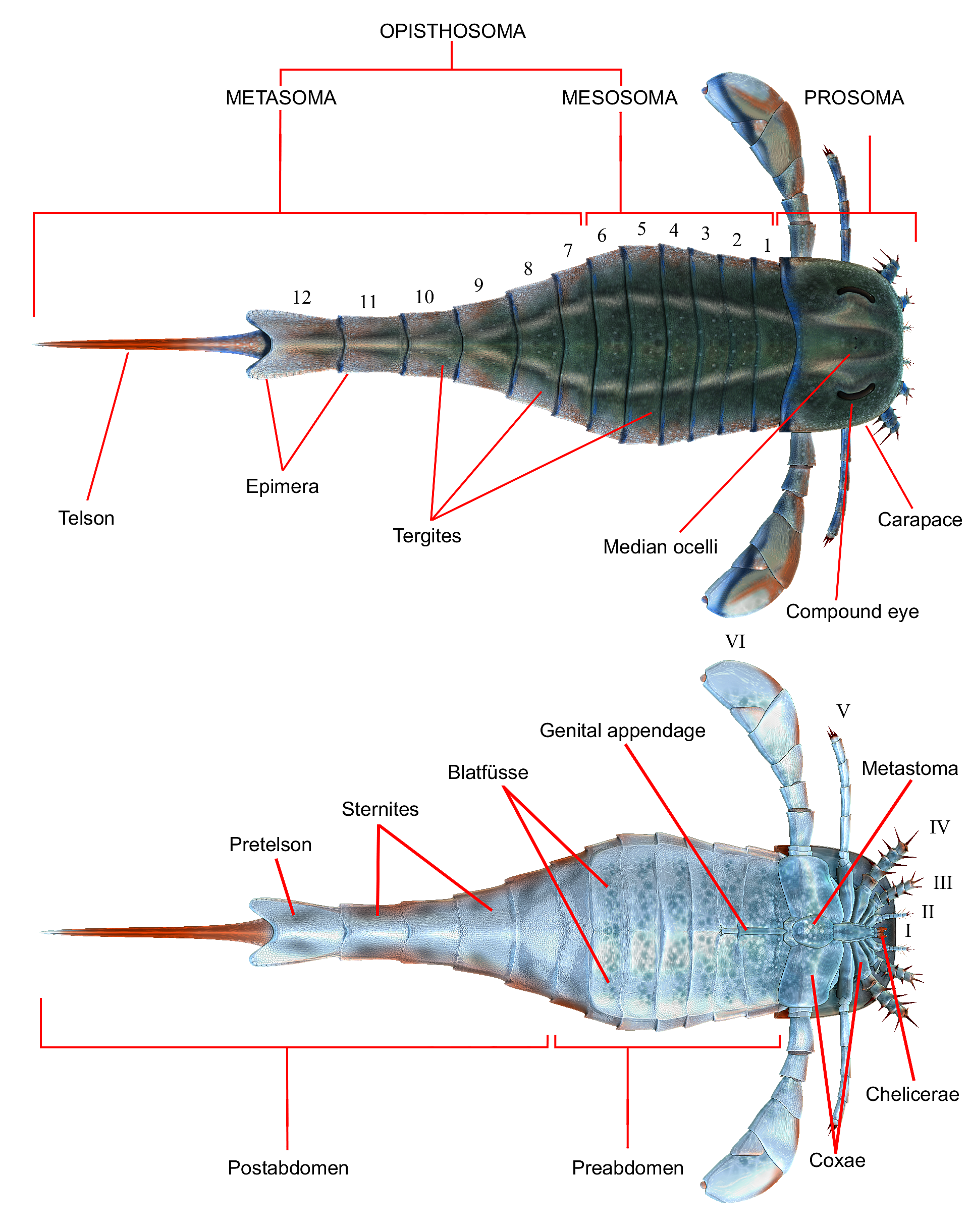
ユーリプテルスの背面（上）と腹面（下）の復原図

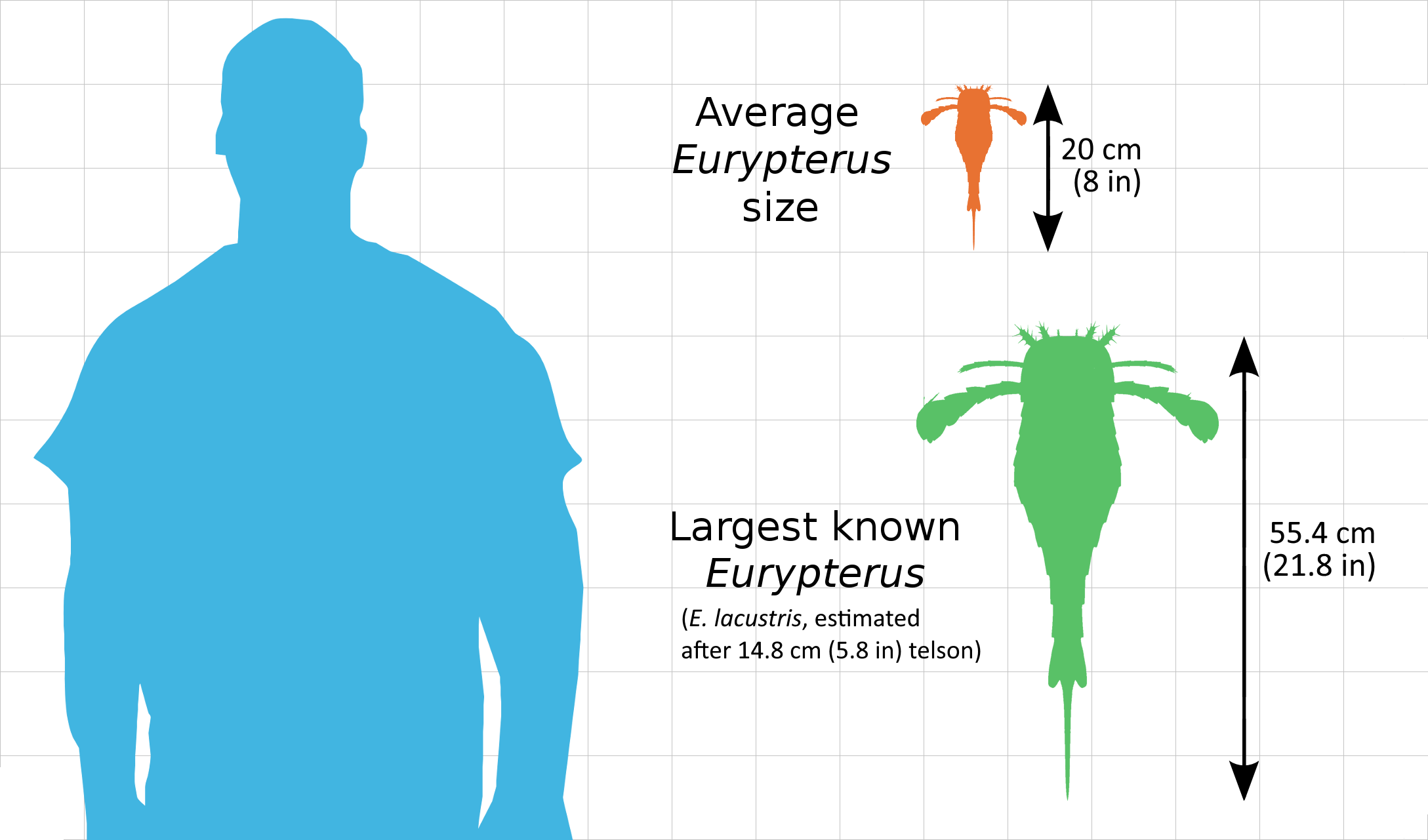
一般的なサイズと既知最大級のユーリプテルスのヒトとのサイズ比較図
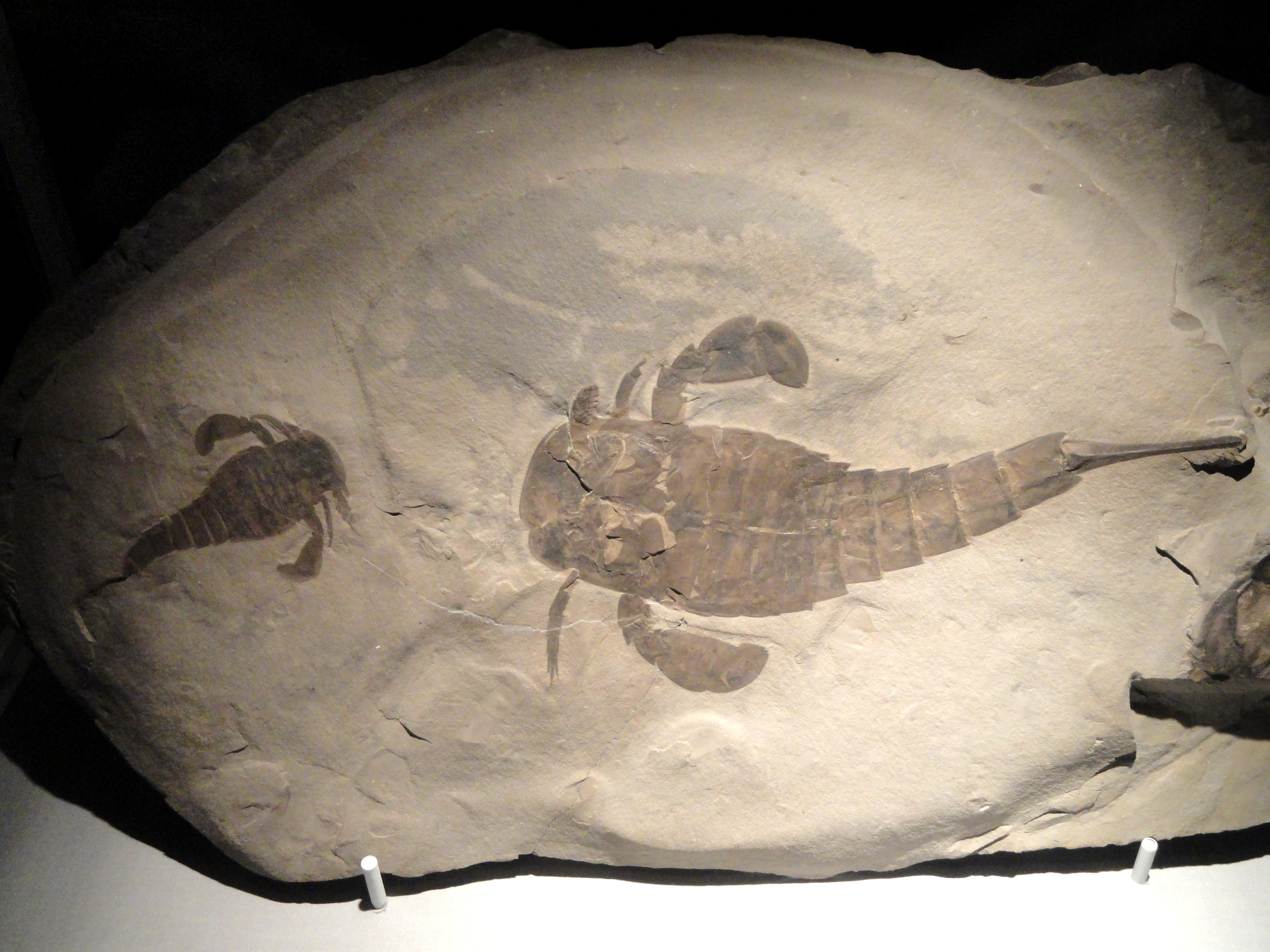
大小の個体を保存した化石
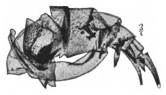
腹側に鉤状の突起物をもつ第2脚の化石

中小型のウミサソリであり、20cm前後の個体は比較的に普遍に見られる。体長の記録は長らく6cmから33cmとされてきたが、約15cmの尾節が知られ、元の体長は半mを超えるほど大型であったと推測される化石も後に発見される。他のウミサソリと同様、体は大きく前体（prosoma、頭胸部）と後体（opisthosoma、腹部）の2部に分かれる。
前体は台形の背甲に覆われ、その背面には三日月型の側眼（複眼）と小さな中眼（単眼）をそれぞれ1対をもつ。6対の前体付属肢（関節肢）の中で最初の1対である鋏角（chelicerae）は小さく目立たない。残り5対は脚で、それぞれ多少異なった形態をとり、後方の脚ほど多くの肢節に分かれる（第1脚は7節、第2-3脚は8節、第4-5脚は9節）。第1脚（触肢 pedipalp）は最も貧弱で、第2-3脚は一連の棘をもち、第4脚は比較的に単純で細長い。学名の由来でもある第5脚は高度に特化した遊泳脚で、全ての付属肢の中で最も発達しており、先端の数節が幅広いパドルを構成する。このように遊泳脚に特化した第5脚は、本属をも含んだウミサソリ亜目（Eurypterina）の共有派生形質である。
後体の体節は前端数節で最も幅広く、後半以降では後方に向けて次第細長くなる。他のウミサソリと同様、13節の中で最初の1節は退化的で、背面では12節の背板のみが見られる。この後体を更に前後で中体と終体（mesosoma と metasoma、または前腹部 preabdomen と後腹部 postabdomen）として区別させる見解もある。他のウミサソリと同様、後体前半の腹面には板状の付属肢（1枚の下層板 metastoma と6対の蓋板 operculum）がある。最初の蓋板（生殖口蓋 genital operculum）の中央には、先端に1対の爪状の棘を備わった生殖肢（genital appendage）がある。生殖肢のうち type a は2節の長い棒状で棘は短く、type B は1節で短いものの棘は細長い。残り5対の蓋板は他のウミサソリと同様に、書鰓などの呼吸器をもっていたと考えられるが、それを保存した化石は未だに本属から発見されていない。後体の最終体節は両後縁がやや左右に広げ、終端には棘状の尾節（telson）が伸びる。
性的二形で、生殖肢は他のウミサソリと同様に雌雄によって異なる他、第2脚も雌雄によって鉤状の突起があったり欠けたりする。

## 下位分類
2020年現在、疑問視される ?Eurypterus cephalaspis をも含めて15種が認められる。
- ?Eurypterus cephalaspis Salter, 1856
- Eurypterus dekayi Hall, 1859
- Eurypterus flintstonensis Swartz, 1923
- Eurypterus hankeni Tetlie, 2006a
- Eurypterus henningsmoeni (Tetlie, 2002)
- Eurypterus laculatus Kjellesvig-Waering, 1958
- Eurypterus lacustris Harlan, 1834（= Eurypterus pachycheirus Hall, 1859 = Eurypterus robustus Hall, 1859）
- Eurypterus leopoldi Tetlie, 2006a
- Eurypterus megalops Clarke & Ruedemann, 1912
- Eurypterus ornatus Leutze, 1958
- Eurypterus pittsfordensis Sarle, 1903
- Eurypterus quebecensis Kjellesvig-Waering, 1958
- Eurypterus remipes DeKay, 1825（= Carcinosoma trigona (Ruedemann, 1916)）- タイプ種
- Eurypterus serratus (Jones & Woodward, 1888)
- Eurypterus tetragonophthalmus Fischer, 1839（= Eurypterus fischeri Eichwald, 1854 = Eurypterus fischeri var. rectangularis Schmidt, 1883）